# اندیس جعفرآباد ۱
جعفر آباد ۱ یک اندیس مصالح ساختمانی است که در حوالی شهر فرخی استان اصفهان قرار دارد و مادهٔ معدنی موجود در آن، سنگ تزئینی است.  